# Bacopa scabra
Bacopa scabra är en grobladsväxtart som först beskrevs av George Bentham, och fick sitt nu gällande namn av Descole och Borsini. Bacopa scabra ingår i släktet tjockbladssläktet, och familjen grobladsväxter. Utöver nominatformen finns också underarten B. s. laxiflora.